# Charenton-le-Pont

Położenie Charenton-le-Pont w ramach aglomeracji paryskiej

Charenton-le-Pont – miejscowość i gmina we Francji, w regionie Île-de-France, w departamencie Dolina Marny. Przez miejscowość przepływa Sekwana.
Według danych na rok 1990 gminę zamieszkiwały 21 872 osoby, a gęstość zaludnienia wynosiła 11 823 osób/km² (wśród 1287 gmin regionu Île-de-France Charenton-le-Pont plasuje się na 128. miejscu pod względem liczby ludności, natomiast pod względem powierzchni na miejscu 869.).

## Współpraca
- Trowbridge, Wielka Brytania